# NGC 2423-3
NGC 2423-3 ist ein 2498,7 Lichtjahre von der Erde entfernter Roter Riese mit einer Rektaszension von 07h 37m 09s und einer Deklination von -13° 54' 24". Er besitzt eine scheinbare Helligkeit von 9,45 mag. Im Jahre 2007 entdeckte Michel Mayor einen extrasolaren Planeten, der diesen Stern umkreist. Dieser trägt den Namen NGC 2423-3 b.